# Priacodon
Priacodon és un gènere extint de mamífers eutriconodonts de la família dels triconodòntids que visqueren a Europa i Nord-amèrica durant el Juràssic superior, fa entre 150,8 i 152,1 milions d'anys. Se n'han trobat restes fòssils als Estats Units i Portugal, incloent-hi material tant cranial com postcranial. Les espècies d'aquest grup estaven dotades de tres dents premolars. Eren sobretot carnívors, però també es nodrien d'altres aliments. P. fruitaensis devia fer menys de 20 cm de llargada i pesar entre 41 i 61 g. El nom genèric Priacodon significa ‘dent de punta de serra’.